# Рейшенбах, Франсуа
Франсуа́ Рейшенба́х (фр. François Reichenbach; 3 июля 1921, Париж, Франция — 2 февраля 1993, Нёйи-сюр-Сен, Франция) — французский режиссёр, сценарист, оператор и продюсер.

## Биография
В 1955 году как кинолюбитель снял в США документальный фильм «Впечатления о Нью-Йорке». На основе материала, отснятого в США в 1956—1957 годах смонтировал ряд короткометражных лент. В манере «синема-верите» снял фильмы «Щедрое сердце» (1962), «Прелести сельской жизни» (1964), «Парижские влюблённые» (1965), «Брижитт Бардо в США» (1966), «Тринадцать дней во Франции» (1967). Автор игровых фильмов: «Нескромный» и «Кровопролитие» (1969), «Дорога света» (1970), «Караван любви» (1971), «Рассудок самого безумного» (1973), «Слышишь, как лают собаки?» (1974), «Секс о’клок, США» (1976).
Был членом жюри 18-го Каннского кинофестиваля.

## Избранная фильмография

### Режиссёр
- 1955 — Лики Парижа / Visages de Paris (к/м)
- 1955 — Хьюстон, Техас / Houston, Texas (к/м)
- 1955 — Ноябрь в Париже / Novembre à Paris (к/м)
- 1956 — Великий Юг / Le grand sud (к/м)
- 1956 — В стране Порги и Бесс /  (к/м)
- 1956 — Карнавал в Нью-Орлеане /  (к/м)
- 1956 — Бабье лето /  (к/м)
- 1957 — Матросы / Les marines (к/м)
- 1958 —  / L'américain se détend (к/м)
- 1960 — Необычная Америка / L'Amérique insolite (в советском прокате «Америка глазами француза»)
- 1961 — Щедрое сердце / Un coeur gros comme ça
- 1963 — Прелести сельской жизни / La Douceur du village
- 1964 — Парижские влюблённые / Les amoureux du France
- 1966 — Брижитт Бардо в США / B.B. in USA
- 1968 — 13 дней во Франции / 13 jours en France (с Клодом Лелушем)
- 1968 — Музыка Средиземноморья / Musique en Méditerranée (ТВ)
- 1968 — Орсон Уэллс / Portrait: Orson Welles (с Фредериком Россифом, ТВ, к/м)
- 1968 — Я — Мексика / Mexico-Mexico
- 1968 — Шестой фасад Пентагона / La sixième face du pentagone (к/м, с Крисом Маркером)
- 1969 — Кровопролитие /
- 1969 — Артур Рубинштейн – Любовь к жизни / L'amour de la vie - Artur Rubinstein
- 1969 —  / Decameron '69
- 1970 — Нескромный / L'indiscret
- 1970 — Дорога света /
- 1970 — Кароян в Зальцбурге / Karajan a Salzbourg (ТВ, к/м)
- 1970 — Иегуди Менухин, путь, залитый светом / Yehudi Menuhin, chemin de lumière
- 1971 — Караван любви / Medicine Ball Caravan
- 1972 — Дни Джонни /
- 1972 — Я всё отдал /
- 1973 — Рассудок самого безумного / La raison du plus fou
- 1973 —  / J'ai tout donné
- 1975 — Карлос Монсон /  (Аргентина)
- 1975 — Хильдегард Кнеф и её песни / Hildegard Knef und ihre Lieder
- 1975 — Слышишь, как лают собаки? / ¿No oyes ladrar los perros? (Мексика)
- 1976 — Секс о'клок, США / Sex O'Clock U.S.A.
- 1979 —  / México mágico (к/м)
- 1983 — Необычная Япония / Le Japon insolite

### Оператор
- 1955 — Лики Парижа / Visages de Paris (к/м)
- 1957 — Матросы / Les marines (к/м)
- 1958 —  / L'américain se détend (к/м)
- 1960 — Необычная Америка / L'Amérique insolite (в советском прокате «Америка глазами француза»)
- 1961 — Щедрое сердце / Un coeur gros comme ça
- 1963 — Прелести сельской жизни / La Douceur du village
- 1964 — Парижские влюблённые / Les amoureux du France
- 1967 — Кармен / Carmen
- 1968 — Орсон Уэллс / Portrait: Orson Welles (ТВ, к/м)
- 1968 — Я — Мексика / Mexico-Mexico
- 1973 — Фальшивка / F for Fake
- 1982 —  / Forty Deuce
- 1983 — Необычная Япония / Le Japon insolite

### Сценарист
- 1957 — Матросы / Les marines (к/м)
- 1958 —  / L'américain se détend (к/м)
- 1960 — Необычная Америка / L'Amérique insolite (в советском прокате «Америка глазами француза»)
- 1961 — Щедрое сердце / Un coeur gros comme ça
- 1963 — Прелести сельской жизни / La Douceur du village
- 1968 — Орсон Уэллс / Portrait: Orson Welles (ТВ, к/м)
- 1970 — Иегуди Менухин, путь, залитый светом / Yehudi Menuhin, chemin de lumière
- 1975 — Слышишь, как лают собаки? / ¿No oyes ladrar los perros?
- 1983 — Необычная Япония / Le Japon insolite

### Продюсер
- 1972 — Повторяющие отсутствия / Absences répétées (в титрах не указан)
- 1973 — Рассудок самого безумного / La raison du plus fou
- 1973 — Фальшивка / F for Fake

### Актёр
- 1969 — Эротиссимо / Erotissimo

## Награды
- 1960 — номинация на Золотую пальмовую ветвь 13-го Каннского кинофестиваля («Необычная Америка»)
- 1961 — Приз Луи Деллюка («Щедрое сердце»)
- 1968 — номинация на Золотого медведя 18-го Берлинского международного кинофестиваля («13 дней во Франции»)
- 1968 — Золотой медведь за лучший короткометражный фильм 18-го Берлинского международного кинофестиваля («13 дней во Франции»)
- 1970 — Премия «Оскар» за лучший документальный полнометражный фильм («Артур Рубинштейн — Любовь к жизни»)
- 1975 — номинация на Золотую пальмовую ветвь 28-го Каннского кинофестиваля («Слышишь, как лают собаки?»)